# Forest, Mississippi
Forest là một thành phố thuộc quận Scott, tiểu bang Mississippi, Hoa Kỳ. Năm 2010, dân số của thành phố này là 5 684 người.

## Dân số
- Dân số năm 2000: 5 987 người.
- Dân số năm 2010: 5 684 người.